# ملعب جان بوين
ملعب جان بوين (بالفرنسية: Stade Jean-Bouin) هو ملعب متعدد الأغراض يقع في ' الدائرة السادسة عشر في باريس، فرنسا. تقع المنشأة التي تتسع لـ 19.904 على الجانب الآخر من الشارع قرب ملعب بارك دي برينس الأكبر بكثير، ويستخدم في الغالب لمباريات الرجبي وكرة القدم. وهو الملعب الرئيسي لفريق الاستاد الفرنسي للرجبي ونادي فرساي لكرة القدم.

## صور
|  |  |
|  |  |